# Ritabou (Aldeia)
Ritabou ist eine osttimoresische Aldeia im Suco Ritabou (Verwaltungsamt Maliana, Gemeinde Bobonaro). 2015 lebten in der Aldeia 1065 Menschen.

## Geographie
Ritabou liegt im Zentrum des gleichnamigen Suco, am Westufer des Bulobo (Buloho), einem Nebenfluss des Nunuras. Nordwestlich liegt die Aldeia Timatan und jenseits des Bulobo nordöstlich die Aldeia Ritiudu und südöstlich die Aldeia Dai Tete. Im Süden grenzt Ritabou an den Suco Raifun.
Die Überlandstraße von der Gemeindehauptstadt Maliana nach Hatolia Vila führt durch die Aldeia. An der Straße liegt der Ort Ritabou. Im Süden befindet sich das Kloster Madre Canosiana, westlich davon die Grundschule und der angeschlossene Kindergarten Sagrado Coração de Jesus Maliana. Die Nordgrenze bildet hier die Landebahn vom Flugplatz Maliana. Auch der Sitz des Sucos Ritabou befindet sich in der Aldeia.

## Politik
2023 wurde Nelson Araujo do Carmo zum Chefe de Aldeia gewählt.